# La Aldehuela

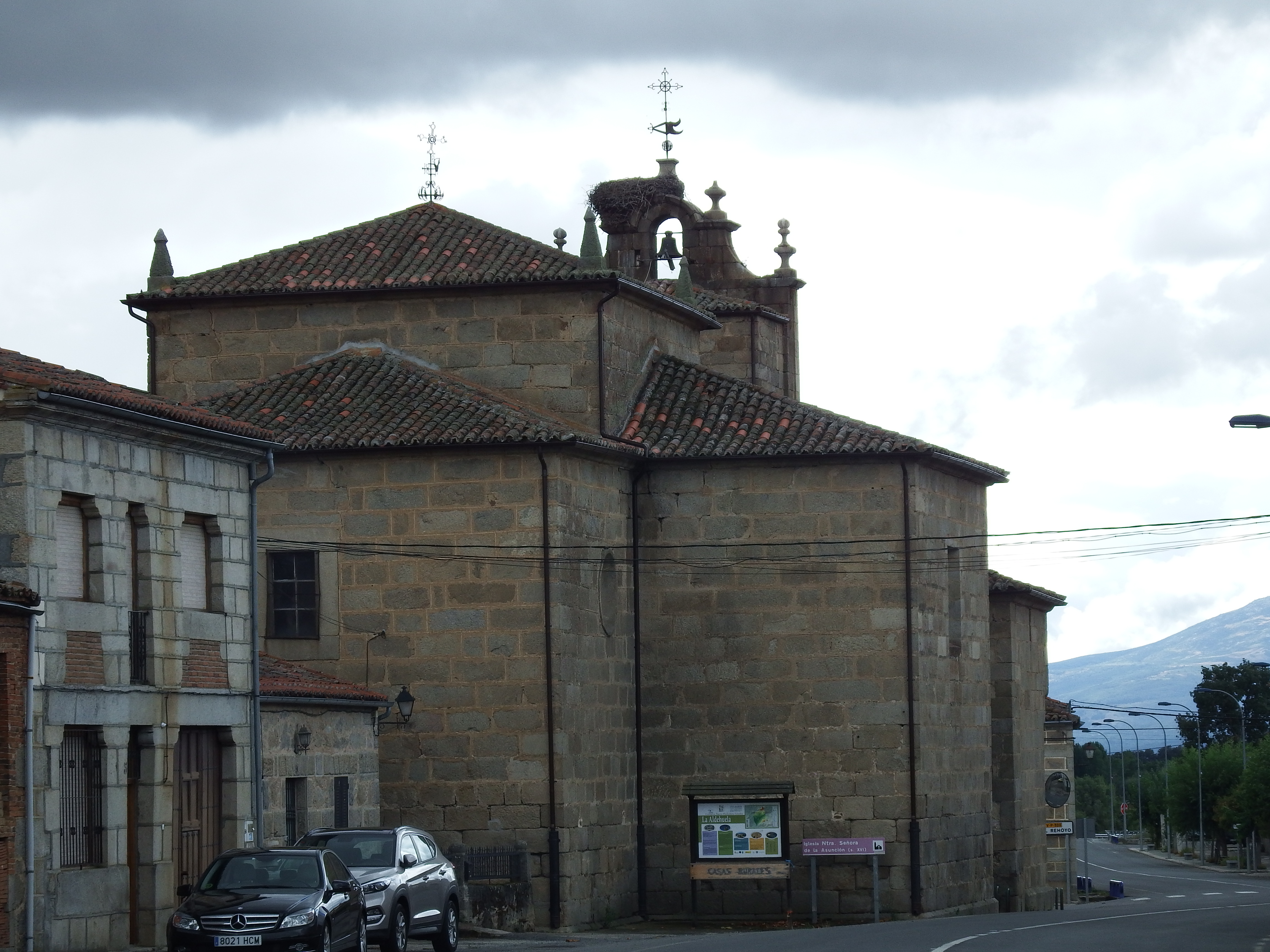

La Aldehuela (Aldehuela nghía là 'ngôi làng nhỏ' trong tiếng Tây Ban Nha) 'small village' in Tiếng Tây Ban Nha) là một đô thị trong tỉnh Ávila, Castile và León, Tây Ban Nha. Diện tích 17.04 km², dân số 233 người (2005) và mật độ dân số là 13.91 người/km².